# Заремби-Вархоли
Заремби-Вархоли (пол. Zaręby-Warchoły) — село в Польщі, у гміні Анджеєво Островського повіту Мазовецького воєводства.
Населення — 173 особи (2011).
У 1975-1998 роках село належало до Ломжинського воєводства.

## Демографія
Демографічна структура станом на 31 березня 2011 року:
|          | Загалом | Допрацездатний вік | Працездатний вік | Постпрацездатний вік |
| -------- | ------- | ------------------ | ---------------- | -------------------- |
| Чоловіки | 92      | 19                 | 58               | 15                   |
| Жінки    | 81      | 13                 | 50               | 18                   |
| Разом    | 173     | 32                 | 108              | 33                   |